# 초 (시간)
초(秒, 기호 s)는 시간의 단위로, 국제단위계의 기본단위 중 하나이다. 절대 영도에서 세슘-133 원자의 바닥 상태 (6S1/2) 에 있는 두 개의 초미세 에너지준위 (F=4, F=3)의 주파수 차이를 9,192,631,770 Hz로 정의하고 그 역수를 통해 초를 정의하고 있다. 즉, 세슘 133이라는 원자에 어떤 특정 주파수의 전파를 쬐면 세슘 원자가 바닥상태에서 들뜬 상태로 변하게 되는데 이 특정 전파의 진동수를 세고 그 진동수가 9,192,631,770가 되면 1초로 하는 것이다. 영국의 물리학자 루이 에센(1908~1997)이 1955년에 처음 이론을 냈다. 1초는 1/60 분이고 1/3600 시간, 1/86400 일이다.

## 유래 및 역사
예전에 1초는 지구의 자전에 의한 평균 태양일의 1/86,400 로 정의되었다. 그러나 지구의 자전은 불규칙하므로 시간의 정확도를 보장할 수 없었다.
1956년, 시간의 단위를 좀 더 엄밀하게 하기 위해 태양년을 기초로 새로운 표준을 정의하였다. “1초는 1900년 1월 0일 12시 기준으로 태양년의 1/31556925.9747”로 했다. 지구의 자전에서 공전으로 기준이 바뀐 셈이었다. 여기서 사용한 시각과 태양년의 길이는 천문 표를 바탕으로 만들어졌기 때문에 이를 ‘역표시’(ephemeris time)라 한다.
원자 시계가 발명된 이후 이를 이용해서 시간의 단위를 새롭게 정하게 되었다. 에너지 준위의 전이에 기초한 시간과 역표시 간의 관계를 정확히 측정하여 기준을 바꿨다. 1967년 제13차 CGPM의 회의에서 시간의 정의를 세슘-133 원자의 복사를 기준으로 한 표준으로 바꾸었다. 1997년에는 절대 온도 기준을 추가하여 현재의 정의가 되었다. 2004년에 열린 제16차 시간주파수 자문위원회(CCTF)에서는 시간의 단위인 초의 정의로서 세슘 원자 외에 루비듐 원자를 이용할 수 있다는 권고안이 채택되었다. 세슘원자의 바닥상태에 있는 두 개의 초미세 에너지준위 사이의 주파수는 정의된 것이기 때문에 불확도가 0이었으나 세슘원자를 레이저 냉각 및 포획하여 원자분수(atomic fountain)를 만들면 원자들 사이 충돌에 의해 원자의 고유진동수가 변할 수 있기 때문에 충돌에 의한 주파수 변화가 세슘보다 적은 루비듐 원자가 초의 2차적 표현으로 적합한 원자라는 결론이 내려졌다.
원자시계와 태양시의 차이로 인해 발생한 오차를 보정하기 위하여 윤초가 사용된다.

## SI 배수
일반적인 두문자어는 굵은 글씨로 표기되어 있다.
| 약수    | 약수 | 약수         |        | 배수 | 배수         | 배수 |
| 값      | 기호 | 이름         | 값     | 기호 | 이름         |      |
| 10−1 s  | ds   | decisecond   | 101 s  | das  | decasecond   |      |
| 10−2 s  | cs   | centisecond  | 102 s  | hs   | hectosecond  |      |
| 10−3 s  | ms   | millisecond  | 103 s  | ks   | kilosecond   |      |
| 10−6 s  | µs   | microsecond  | 106 s  | Ms   | megasecond   |      |
| 10−9 s  | ns   | nanosecond   | 109 s  | Gs   | gigasecond   |      |
| 10−12 s | ps   | picosecond   | 1012 s | Ts   | terasecond   |      |
| 10−15 s | fs   | femtosecond  | 1015 s | Ps   | petasecond   |      |
| 10−18 s | as   | attosecond   | 1018 s | Es   | exasecond    |      |
| 10−21 s | zs   | zeptosecond  | 1021 s | Zs   | zettasecond  |      |
| 10−24 s | ys   | yoctosecond  | 1024 s | Ys   | yottasecond  |      |
| 10−27 s | rs   | rontosecond  | 1027 s | Rs   | ronnasecond  |      |
| 10−30 s | qs   | quectosecond | 1030 s | Qs   | quettasecond |      |

## 같이 보기
- 크기 정도 (시간)